# Saison 1 de La Vie de croisière de Zack et Cody
 (juin 2011).
Si vous disposez d'ouvrages ou d'articles de référence ou si vous connaissez des sites web de qualité traitant du thème abordé ici, merci de compléter l'article en donnant les références utiles à sa vérifiabilité et en les liant à la section « Notes et références ».
Cet article contient une synopsis des épisodes de la saison 1 de la série télévisée américaine (sitcom) La Vie de croisière de Zack et Cody.

## Épisode 1:Embarquement immédiat!
101
- États-Unis : 26 septembre 2008

## Épisode 2:L'Île aux perroquets
107
- États-Unis : 27 septembre 2008

## Épisode 3:Concours de Yo-Yo
102
- États-Unis : 3 octobre 2008

## Épisode 4:Le Rein des océans
103
- États-Unis : 10 octobre 2008

## Épisode 5:La Double Vie de Mlle Tutweiller
104
- États-Unis : 17 octobre 2008

## Épisode 6:Une impression de déjà-vu
105
- États-Unis : 24 octobre 2008

## Épisode 7:Le Cousin d'Arwin
106
- États-Unis : 7 novembre 2008

## Épisode 8:Chasse au monstre marin
108
- États-Unis : 14 novembre 2008

## Épisode 9:Fleurs et chocolats
109
- États-Unis : 21 novembre 2008

## Épisode 10:Peur sur internet
110
- États-Unis : 5 décembre 2008

## Épisode 11:Les couples se forment
111
- États-Unis : 12 décembre 2008

>

## Épisode 12:La Quête spirituelle
115
- États-Unis : 9 janvier 2009

## Épisode 13:La Vie de croisière de Maddie
112
- États-Unis : 16 janvier 2009

- Ashley Tisdale

## Épisode 14:L'Arnaqueur arnaqué
113
- États-Unis : 23 janvier 2009

## Épisode 15:Hypnotiseur et directeur
114
- États-Unis : 30 janvier 2009

## Épisode 16:La Vie de croisière de maman et papa
117
- États-Unis : 20 février 2009

## Épisode 17:Objectif Tipton One
118
- États-Unis : 27 mars 2009

## Épisode 18:Ma petite sirène
119
- États-Unis : 17 avril 2009

## Épisode 19:La Reine du maïs
116
- États-Unis : 1er mai 2009

- Hutch Dano(Moose)

Bailey a le mal du Pays et quand Cody le sait il organise une fête du maïs pour qu'elle  soit la reine du maïs et lui roi du maïs pour qu'il soit assorti ensemble

## Épisode 20:Plâtre et miniature
121
- États-Unis : 5 juin 2009

## Épisode 21:Tous à bord!
120
- États-Unis : 17 juillet 2009

- Selena Gomez (Alex Russo)
- David Henrie (Justin Russo)
- Jake T. Austin (Max Russo)
- Miley Cyrus (Hannah Montana)
- Emily Osment (Lola Lufnagle)